# Tina Robnik
Tina Robnik (Luče, 30 luglio 1991) è un'ex sciatrice alpina slovena.

## Biografia
Sciatrice polivalente attiva dal dicembre del 2006, in Coppa Europa ha esordito il 22 novembre 2008 sul tracciato di Funäsdalen in slalom gigante, senza terminare la gara, e si è aggiudicata il primo podio il 4 dicembre 2010 a Kvitfjell in supercombinata (2ª); pochi giorni dopo, il 12 dicembre, ha partecipato per la prima volta a una gara di Coppa del Mondo sulle nevi di Sankt Moritz, senza qualificarsi per la seconda manche dello slalom gigante in programma.
Il 27 gennaio 2011 ha colto a Pila la prima vittoria in Coppa Europa, in discesa libera, e due stagioni dopo ha esordito ai Campionati mondiali: nella rassegna iridata di Schladming 2013 non ha completato la prova di slalom gigante. Il 12 febbraio 2017 ha ottenuto a Göstling an der Ybbs/Hochkar in slalom gigante l'ultima vittoria in Coppa Europa e ai successivi ai Mondiali di Sankt Moritz 2017 non ha nuovamente completato la gara nella medesima specialità.  Ai XXIII Giochi olimpici invernali di Pyeongchang 2018, sua prima presenza olimpica, si è classificata 34ª nel supergigante, 9ª nella gara a squadre e non ha completato lo slalom gigante.
Ha ottenuto il miglior piazzamento in Coppa del Mondo il 15 febbraio 2020 a Kranjska Gora in slalom gigante (6ª) e l'ultimo podio in Coppa Europa il 23 febbraio seguente a Folgaria nella medesima specialità (3ª). Ai Mondiali di Cortina d'Ampezzo 2021, sua ultima presenza iridta, si è piazzata 15ª nello slalom gigante e 5ª nello slalom parallelo; ai XXIV Giochi olimpici invernali di Pechino 2022, sua ultima presenza olimpica, è stata 18ª nello slalom gigante e 7ª nella gara a squadre. Si è ritirata al termine della stagione 2022-2023 e la sua ultima gara in carriera è stata lo slalom gigante di Coppa del Mondo disputato il 25 gennaio a Plan de Corones, non completato dalla Robnik.

## Palmarès

### Coppa del Mondo
- Miglior piazzamento in classifica generale: 45ª nel 2020

### Coppa Europa
- Miglior piazzamento in classifica generale: 15ª nel 2011
- 6 podi:
  - 3 vittorie
  - 2 secondi posti
  - 1 terzo posto

#### Coppa Europa - vittorie
| Data             | Località                     | Paese   | Specialità |
| ---------------- | ---------------------------- | ------- | ---------- |
| 27 gennaio 2011  | Pila                         | Italia  | DH         |
| 3 febbraio 2017  | Châtel                       | Francia | GS         |
| 12 febbraio 2017 | Göstling an der Ybbs/Hochkar | Austria | GS         |

Legenda:

DH = discesa libera

GS = slalom gigante

### Far East Cup
- Miglior piazzamento in classifica generale: 15ª nel 2011
- 2 podi:
  - 1 vittoria
  - 1 secondo posto
  - 1 terzo posto

#### Far East Cup - vittorie
| Data          | Località  | Paese  | Specialità |
| ------------- | --------- | ------ | ---------- |
| 18 marzo 2016 | Bajkal'sk | Russia | GS         |

Legenda:

GS = slalom gigante

### Campionati sloveni
- 8 medaglie[2]:
  - 2 ori (slalom speciale nel 2013; slalom gigante nel 2022)
  - 4 argenti (slalom gigante nel 2013; slalom speciale nel 2014; slalom gigante nel 2015; slalom gigante nel 2016)
  - 2 bronzi (supergigante nel 2009; discesa libera nel 2010)

### Campionati sloveni juniores
- 1 oro (slalom gigante nel 2010)[senza fonte]